# Странска
Странска (словац. Stránska, угор. Oldalfala) — село, громада в окрузі Рімавска Собота, Банськобистрицький край, Словаччина. Кадастрова площа громади — 4,87 км². Населення — 353 особи (за оцінкою на 31 грудня 2017 р.).
Знаходиться за ~20 км на схід від адмінцентра округу міста Рімавска Собота та за 4 км західніше міста Торналя на трасі I/16.

## Історія
Перша згадка 1332 року, але поселення в цьому місці існувало раніше. Історичні назви: 1332-37 рр — Sanctus Spiritus, 1335 — Zenthleluk, Zenthlelek, 1773 — Odolfalva, 1920 — Stránske, 1927 — Oldafalva, 1948 — Stránska; угор. Oldalfalva.
1938–44 рр під окупацією Угорщини. 1947 року до села переселились репатріанти з Угорщини.

## Населення
| Рік:            | 1994. | 2004.   | 2014.   | 2024.   |
| --------------- | ----- | ------- | ------- | ------- |
| Кількість осіб: | 314   | 318     | 343     | 367     |
| Різниця:        |       | +1,27 % | +7,86 % | +6,99 % |

| Рік:            | 2023. | 2024.   |
| --------------- | ----- | ------- |
| Кількість осіб: | 363   | 367     |
| Різниця:        |       | +1,10 % |